# Torbjörn Lassenius
Lars Torbjörn Lassenius (ur. 4 sierpnia 1931 w Helsinkach) – fiński lekkoatleta, wieloboista, wicemistrz Europy z 1954.
Zdobył srebrny medal w dziesięcioboju na mistrzostwach Europy w 1954 w Bernie, za Wasilijem Kuzniecowem ze Związku Radzieckiego, a przed Heinzem Oberbeckiem z Republiki Federalnej Niemiec.
Na igrzyskach olimpijskich w 1956 w Melbourne Lassenius zajął 7. miejsce w dziesięcioboju, a na mistrzostwach Europy w 1958 w Sztokholmie był w tej konkurencji 11. Zwyciężył w dziesięcioboju w mistrzostwach Skandynawii w 1955, a w 1957 zajął 2. miejsce.
Był mistrzem Finlandii w dziesięcioboju w latach 1954-1956, a także rekordzistą Finlandii w tej konkurencji z wynikiem 6991 punktów (23 września 1956 w Hamburgu).